# Əli Abbasov

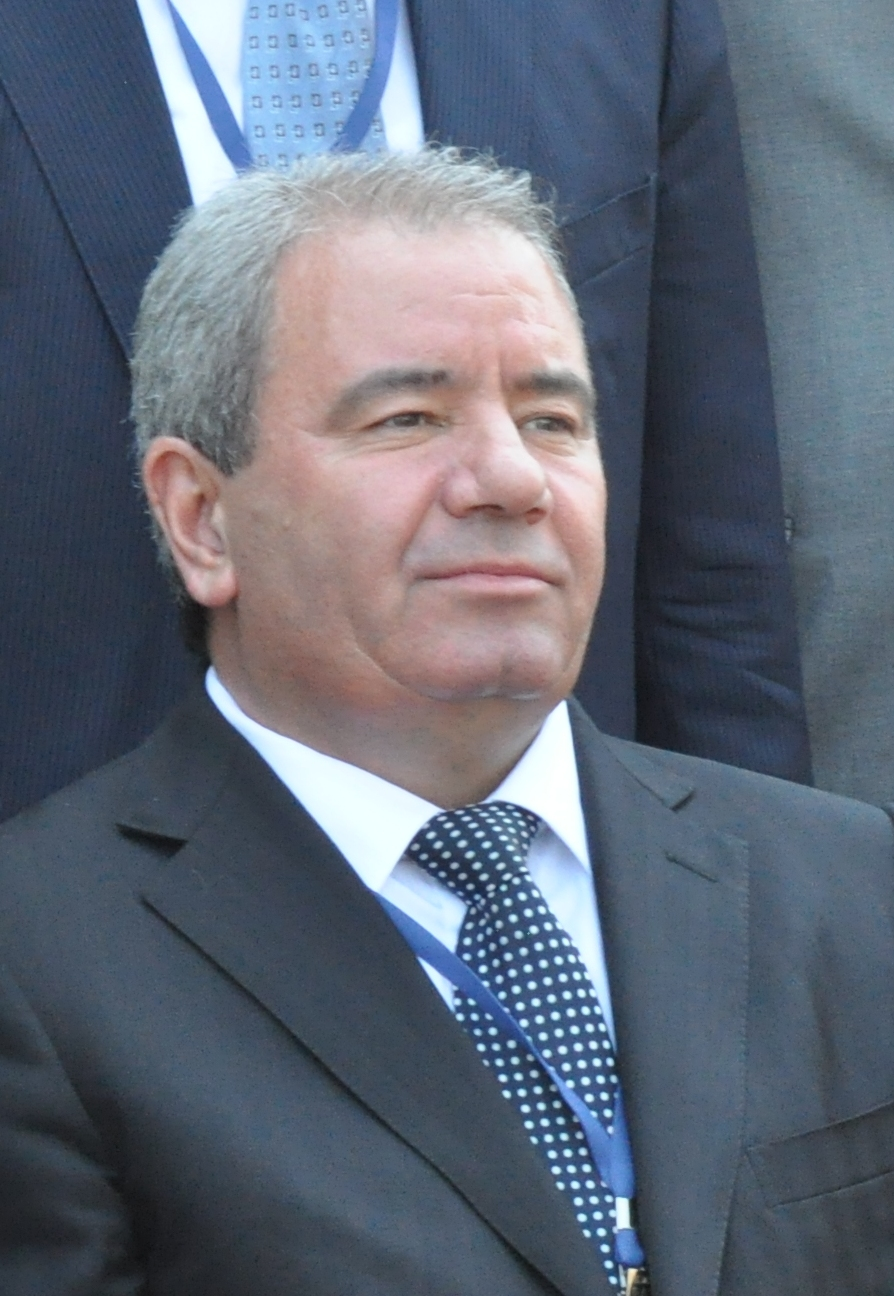
Əli Abbasov (2010)

Əli Məmməd oğlu Abbasov (russisch: Али Мамед оглы Аббасов, englische Transkription Ali Mamed oglu Abbasov; * 1. Januar 1953 in Şahbuz, Autonome Sozialistische Sowjetrepublik Nachitschewan, Aserbaidschanische Sozialistische Sowjetrepublik) ist ein aserbaidschanischer Informatiker und Politiker (YAP).

## Leben und Leistungen
Im Jahr 1969 begann Abbasov sein Studium mit dem Schwerpunkt Automatik und Teleautomatik am Aserbaidschanischen Institut für Öl und Chemie, bevor er 1972 an das Moskauer Energetische Institut mit demselben Schwerpunkt überwiesen wurde und dort 1976 sein Studium abschloss. Anschließend setzte er seine Ausbildung (Aspirantur) an der Nationalen Akademie der Wissenschaften der Ukraine fort und promovierte dort im Jahr 1981.
Zwischen 1982 und 1992 war Abbasov an der Nationalen Akademie der Wissenschaften Aserbaidschans tätig und führte dort wissenschaftliche Forschung und praktische Arbeiten zur Entwicklung und Anwendung von Computernetzwerken durch. 1992 wurde er zum Direktor des wissenschaftlichen Zentrums für Information und Telekommunikation der Nationalen Akademie der Wissenschaften Aserbaidschans, dem heutigen Institut für Informationstechnologie, und behielt diese Stelle bis 2000. 1994 verteidigte er seine Thesis über Informationsverarbeitungs- und Kontrollsysteme und erlangte den Titel eines Texnika elmləri doktoru (Doktor der technischen Wissenschaften), 1996 folgte der des Professors für Informatik. Von 2000 bis 2004 war Abbasov Rektor der Aserbaidschanischen Staatlichen Wirtschaftsuniversität.
Von 2001 bis 2004 war Abbasov Mitglied der Nationalversammlung Aserbaidschans (Milli Məclis) und vom 22. Januar 2001 bis zum 21. Juni 2004 Abgeordneter für Aserbaidschan bei der Parlamentarischen Versammlung des Europarates. Am 20. Februar 2004 wurde er von Präsident İlham Əliyev zum Minister für Kommunikation und Informationstechnologie ernannt, 2014 umbenannt in Minister für Kommunikation und Hochtechnologie. Am 12. November 2014 wurde er vom Präsidenten aus dem Amt als Minister entlassen.
Im Jahr 2001 wurde Abbasov zum wirklichen Mitglied der Nationalen Akademie der Wissenschaften Aserbaidschans ernannt und erhielt am 27. Dezember 2012 den Şöhrət-Orden verliehen. Er ist Ehrendoktor der Pannonischen Universität Veszprém, des Moskauer Energetischen Instituts, der Nationalen Akademie für Telekommunikation Odessa und der Belarussischen Staatlichen Universität für Informatik und Radioelektronik. Weiterhin ist Abbasov Mitglied der International Informatization Academy, der International Telecommunication Academy, der International Academy of Engineering und der Academy of Sciences for the Developing World. Er war ebenfalls Kommissar bei der Broadband Commission for Sustainable Development der ITU und der UNESCO.

## Werke (Auswahl)
- Ali Abbasov, Masuma Mamedova, Vagif Gasimov: Fuzzy Relational Model for Knowledge Processing and Decision Making. In: Advances in Mathematics Research. Volume 1, 2002, S. 207–239 (englisch).
- T. A. Aliev, Q. A. Guliev, A. H. Rzaev, F. H. Pashaev, A. M. Abbasov: Position-binary and spectral indicators of microchanges in the technical states of control objects. In: Automatic Control and Computer Sciences. Volume 43, Issue 3, 2009, S. 156–165, doi:10.3103/S0146411609030067 (englisch).
- Ronald R. Yager, Ali M. Abbasov: Pythagorean Membership Grades, Complex Numbers, and Decision Making. In: International Journal of Intelligent Systems. Volume 28, Issue 5, 2013, S. 436–452, doi:10.1002/int.21584 (englisch).
- Lotfi A. Zadeh, Ali M. Abbasov, Shahnaz N. Shahbazova: Analysis of Twitter hashtags: Fuzzy clustering approach. In: 2015 Annual Conference of the North American Fuzzy Information Processing Society (NAFIPS) held jointly with 2015 5th World Conference on Soft Computing (WConSC). 2015, S. 1–6, doi:10.1109/NAFIPS-WConSC.2015.7284196 (englisch).